# ЗПУ студената Београда
Здравствено потпорно удружење студената Београда (ЗПУ) је најстарија и најбројнија студентска организација у Србији, која је током 155 година постојања израсла у свеобухватни сервис београдских студената.
ЗПУ је основан 1852. године, у време Кнеза Милоша, од стране неколицине најбогатијих људи тога доба са циљем пружања помоћи материјално и здравствено угроженим студентима. Хуманитарна црта удружења заснована на студентској солидарности и помоћи студената студентима одржала се до данашњих дана, када број чланова ЗПУ-а непрекидно расте.
Најатрактивнији ЗПУ програми су студентске екскурзије у оквиру којих полазници имају прилике да се упознају са туристичким престоницама као што су Париз, Барселона, Венеција и Азурна обала. 
Удружење, у складу са својом природом највише пажње посвећује помоћи материјално и здравствено угроженим студентима. То се најчешће спроводи кроз:
- плаћање трошкова становања у студентским домовима и исхране у студентским ресторанима;
- бесплатна летовања, зимовања и екскурзије за материјално угрожене студенте;
- плаћање трошкова лечења, оперативних захвата, бањског лечења, опоравка и рехабилитације здравствено угрожених студената.

Активности ЗПУ-а се односе и на едукацију студената у вези са опасностима и ризицима које носи студентски стил живота. Чланови удружења врше предавања, деле промотивни материјал и пружају савете у вези са здравим начином живота.
Традиционално почетком децембра, ЗПУ обележава Дан борбе против АИДС-а организацијом великог концерта у СКЦ-у, укључује се у кампању Студентске поликлинике и Јазас-а и реализује пратеће активности попут поделе кондома и сл.